# 試験管

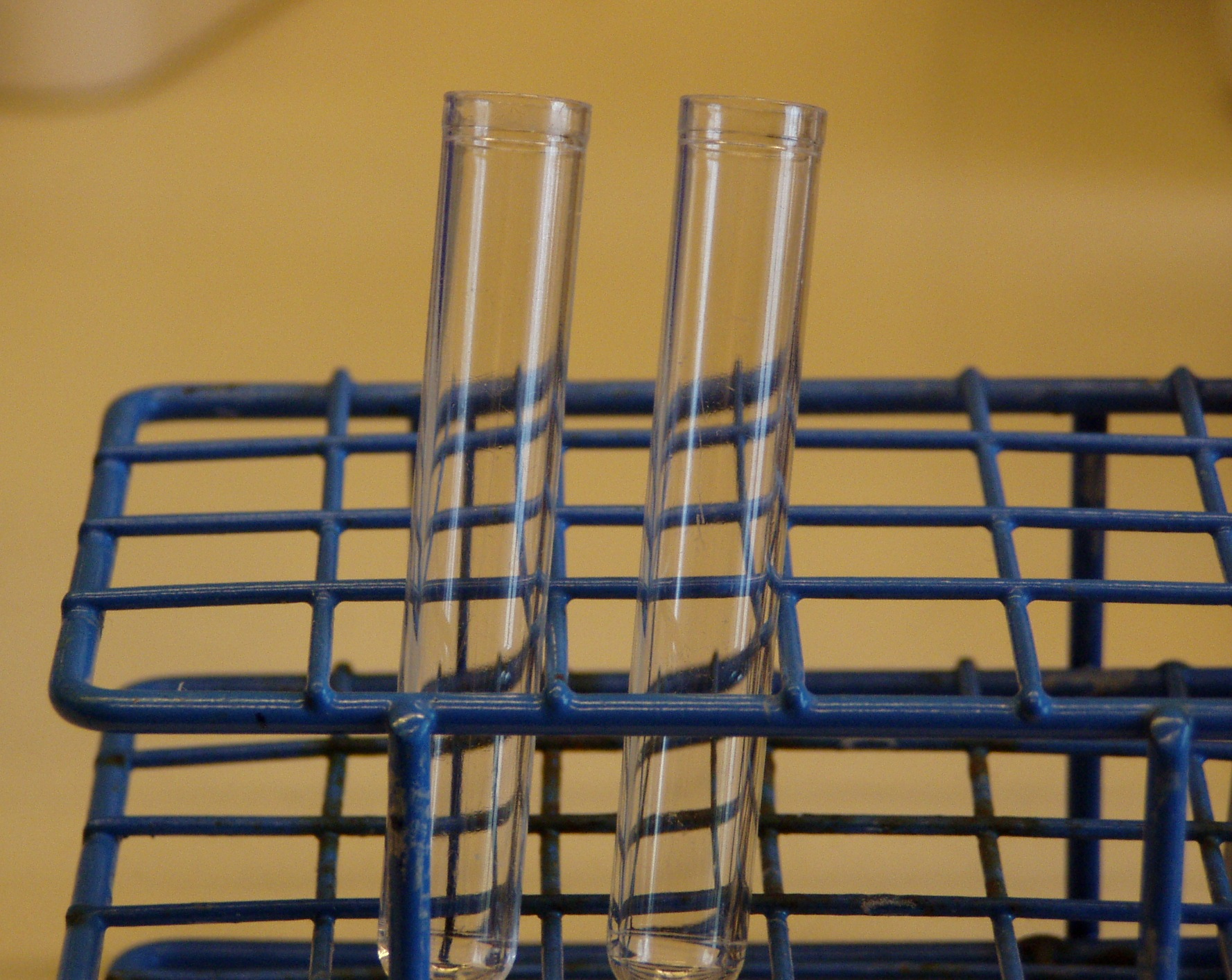
試験管

試験管（しけんかん、英語: test tube）とは、化学、生物学の実験などに用いる細長い容器のことである。円筒形で上端は開放され、下端はUの字のように丸くなっている（平底の製品もある）。下端がVの字のように円錐状のものはスピッツ管と呼ばれている。

## 目的
試験管は、少量の試料を取り扱い、その中で操作・反応させ、結果を観察、処理することを目的として作られたものである。大きさは長さが数cmから20cm、直径は数mmから数cmである。直火にかけて内容物を簡単に加熱するため、パイレックスのような熱膨張に強い材質が用いられることもある。一般に、口のところを加工していないものを「直口」、耐久度を高めるためリング状に肉厚にしてあるものを「リム付き」という。

## 利用法
試験管はビーカーから微量の試料を取り出して操作したり貯蔵したりするために用いられる。たとえば2種の薬品を2つのビーカに取り、それぞれからピペットで定量を吸い取り、試験管に流し込んで反応を観察するというふうに使う。そのときに、試験管に入れる水の量を5分の1から4分の1にする。
加熱が必要な場合には目的により以下のような方法を用いる。
迅速に沸点程度まで加温させる必要がある場合
アルコールランプやガスバーナーの炎に直接かける。この操作を行う際は試験管の底部ではなく液面付近を加温しなければならない。底部への直火加温は内容物が一気に沸騰して吹き出し（突沸）、熱傷等の危険があるため厳禁される。（安全上の理由で、液面付近を加温する時も沸騰石を入れる）さらに慎重に加温する場合は炎への接近、離脱を周期的に行い徐々に温度を上げる。
水浴、油浴、ヒーティングモジュール等の間接加熱を行う場合
試験管内内容物の反応、濃縮、乾固等の操作を行う場合用いられる。

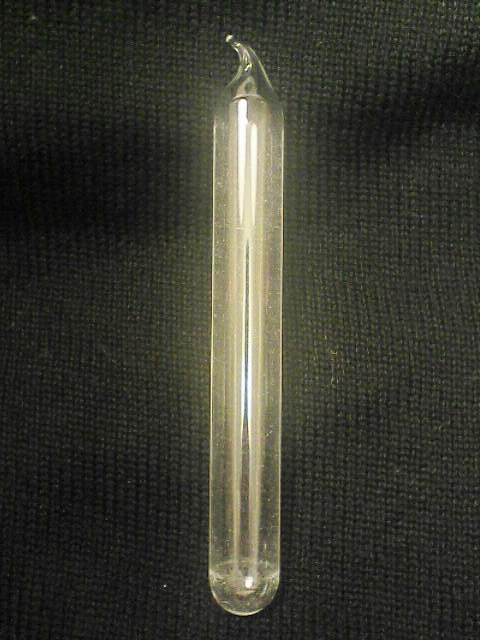
封管：ガスバーナーで溶融、密封

操作の目的に応じ、減圧、不活性ガス置換、密封などの処理を施してから行うこともある。
オートクレーブによる加熱
試験管に分注した培地をそのまオートクレーブにて加温滅菌する。
尚、通常の場合、冷却する場合は底部分を冷水や氷水につける。
単に貯蔵用に使用する場合もある。微生物学において、菌株保存用の寒天培地は試験管に少量ずつ取り分けて（分注）保存するのが一般的である。試験管に入れた滅菌後の寒天培地を垂直の状態に静置して固めたものを高層培地、斜めに保持して固めたものを斜面培地、高層と斜面の中間程度の傾斜をつけたものを半斜面培地と称して微生物の株を保存するのに用いる。
試験管を振るときは、上部を持って小刻みに振るようにする。

## 周辺機器
試験管は、化学、生物学その他、様々な分野で広く使われる、基礎的器具であり、その使用を助ける周辺機器が多数存在する。
試験管挟み木製のものは片方の取っ手が長く伸びた洗濯挟みのような形状で、試験管の途中をこれに挟んで保持する。このほか柄が取り付けられているものや金属製のものもある。
試験管立て多数の試験管を同時に並べるための装置。口を上に向けて並べるために穴の開いた板と、伏せて乾かすために立てかける棒が並んだ板が併置される。
試験管ブラシ洗浄器具である。フラスコ用ブラシより小さく、ピペット用ブラシより大きい。単なるブラシであるが、専用のものがある。さらに、実験に使用できるだけの洗浄を行なうためには、必要な心掛け、手入れが存在し、その分野の研究者初心のものにとって、試験管洗いをマスターするのは重要な段階でもある。
ボルテックスミキサーガラス棒は試験管を突き破る可能性があるため、代用として試験管等の内容物を攪拌、混和するために用いる。モーターで上部の振動部に振動を発生させ、押し当てた試験管に円運動を与え、内容物を回転させる。片手でも操作できるよう、試験管を押しつけるだけでスイッチが入るタイプも存在する。
あるいは内部を乾燥させるため、専用の器具を用いることが多い。
試験管のフタ試験管は細口なため、シリコン栓やゴム栓、コルク栓が使われる（場合によっては共栓も使われる）。試験管はいろいろなサイズがあるため、それに合わせたフタを使う。

## 特殊なもの
- L字型試験管 - 内容物を取り出すことなく吸光度の測定を行うことができる。
- Y字型（二股）試験管 - 固体試薬と液体試薬を混合して気体を発生させるために用いる。
- ねじ口試験管 (ST) - 遠心分離や細菌培養などにおいて使用され、キャップをしたままで遠心分離ができる。
- 培養試験管 - 植物の培養に使う平底の試験管[7]。
- ツンベルク管 - 主室と側室からなり、脱水素酵素の実験に用いられる。
- 生化学などにはポリプロピレンなどプラスチック製の試験管も用いられ、特にマイクロリットル単位の微量の物質を扱うための微量試験管がよく用いられる。
- 採血に使用される、管内が陰圧に調整された栓付きの試験管のことを、真空採血管と呼ぶ。スピッツと呼ぶものもいるが、管底の形状を考えると間違いである。

## 材料
主に硬質ガラスやパイレックスガラスが一般的だが、石英ガラス、金属などでできたものもある。

## その他
試験管は、科学的な処理をする際に、もっとも基本的な器具として認知されている。そのため、科学的な操作の元に作られた、といった印象を与えるための表現に試験管が用いられる例がある。試験管ベビーなどの単語はその代表例である。
透明度が高く、軽く、水の入れ替えが簡単なため、別の用途として一輪挿しや花瓶に使われることもある。